# Iréne Svenonius
Iréne Margaretha Lundqvist Svenonius, född 29 december 1967 på Vållö i Mönsterås kommun, är en svensk ämbetsman och moderat politiker. Hon var regionstyrelsens ordförande och finansregionråd i Region Stockholm 2017–2022 och oppositionsregionråd och regionstyrelsens 2:e vice ordförande 2022–2024. Sedan 2024 är hon överdirektör vid Statens fastighetsverk.

## Yrkesliv och politisk karriär
Redan som 15-åring gick Iréne Svenonius med i Moderaternas ungdomsförbund, Muf. Hon delade ut tidningar på morgonen och jobbade som reporter på Barometern under skoltiden och ville bli journalist. Hon studerade till civilekonom med inriktning mot företags- och nationalekonomi vid Högskolan i Växjö. Efter utbildningen blev hon biträdande borgarrådssekreterare hos Carl Cederschiöld (M) i Stockholms stadshus 1991.
2000–2002 var Svenonius chef för finansavdelningen vid stadsledningskontoret i Stockholms stad, och 2003–2006 förvaltningschef på Stockholms stads utrednings- och statistikkontor. Mellan oktober 2006 och oktober 2014 var Svenonius stadsdirektör i Stockholms stad samt VD i Stockholms Stadshus AB. Mellan 2014 och 2016 arbetade hon som konsult i sitt eget konsultbolag Iréne Svenonius AB.
Sedan 2006 har hon också varit fritidspolitiker i Täby kommun, som ledamot i kommunfullmäktige.
Den 5 december 2016 nominerades Svenonius av en enig nomineringskommitté till finanslandstingsråd i Stockholms län med tillträde den 1 januari 2017. Den 18 oktober 2022 avgick hon som finansregionråd, då Socialdemokraterna, Centerpartiet och Miljöpartiet efter valet bildat ett minoritetsstyre med stöd av Vänsterpartiet. Svenonius efterträddes då av Socialdemokraternas Aida Hadzialic. Svenonius blev i stället 2:e vice ordförande i regionstyrelsen och oppositionsråd.
Sedan 2017 är Svenonius ledamot i styrelsen för Sveriges Kommuner & Regioner samt sedan 2019 ledamot i Moderaternas partistyrelse.
Irene Svenonius ingår i den parlamentariska Vårdansvarskommitten som fram till juni 2025 ska utreda för- och nackdelar med ett helt eller delvis statligt huvudmannaskap för vården i Sverige. I februari 2024 lämnade hon sina politiska uppdrag efter att ha blivit utsedd till överdirektör för Statens fastighetsverk.

## Jäv
Svenonius misstänktes för att ha varit jävig 2018 då hon motsatte sig en extern granskning av konsult- och fakturahanteringen vid Nya Karolinska Solna. Hon backade från sitt beslut när Dagens Nyheter avslöjat att hennes man Jan Svenonius var upphandlingschef på Karolinska med en central roll i upphandlingarna av de kritiserade konsultavtalen. En extern granskning, som beställdes av landstinget och genomfördes av advoktatbyrån Setterwalls, fastslog senare samma år att hon var jävig i det beslutet och hennes man lämnade sitt arbete.
En möjlig jävssituation diskuterades även våren 2020 när Irene Svenonius jävade ut sig innan beslut fattades om att sälja Bromma sjukhus till fastighetsbolaget Vectura där Filippa Reinfeldt arbetar. Både Reinfeldt och Svenonius bor i Täby och sitter i kommunfullmäktige där. Under sin tid som konsult arbetade Svenonius åt Vectura, som ägs av familjen Wallenbergs börsnoterade investmentbolag Investor.

## Omstridd och utsatt för vandalisering
Irene Svenonius har fått symbolisera höga kostnader för sjukhusbygget, men även privatiseringen av sjukvården i region Stockholm. Det ledde bland annat till att vänsterextrema organisationen Antifascistisk Aktion klottrade "avgå" på väggen till hennes bostad. Turerna kring Nya Karolinska har även resulterat i krav på Svenonius avgång från vissa håll.

## Visioner för vårdens utveckling
Hösten 2019 gav Iréne Svenonius ut boken Jag vill avskaffa mig själv, där hon presenterar sina visioner för hur den svenska hälso- och sjukvården bör utvecklas.